# Regeringen Poul Nyrup Rasmussen III
Regeringen Poul Nyrup Rasmussen III bildades 1996 efter att den tidigare koalitionspartnern, Centrum-Demokraterne, hade lämnat regeringen. Statsminister Poul Nyrup Rasmussen omdanade sin regering och bildade nu en koalitionsregering mellan Socialdemokraterne och Radikale Venstre.
Regeringen bildades 30 december 1996 och upplöstes 23 mars 1998.
| Ämbete                                          | Minister | Minister              | Tillträdde                        | Avgick       | Parti             |
| ----------------------------------------------- | -------- | --------------------- | --------------------------------- | ------------ | ----------------- |
| Statsminister                                   |          | Poul Nyrup Rasmussen  | 25 januari 1993                   | 23 mars 1998 | Socialdemokratiet |
| Ekonomiminister Minister för nordiskt samarbete |          | Marianne Jelved       | 25 januari 1993 27 september 1994 | 23 mars 1998 | Radikale Venstre  |
| Finansminister                                  |          | Mogens Lykketoft      | 25 januari 1993                   | 23 mars 1998 | Socialdemokratiet |
| Utrikesminister                                 |          | Niels Helveg Petersen | 25 januari 1993                   | 23 mars 1998 | Radikale Venstre  |
| Transportminister                               |          | Bjørn Westh           | 30 december 1996                  | 23 mars 1998 | Socialdemokratiet |
| Miljöminister & Energiminister                  |          | Svend Auken           | 25 januari 1993                   | 23 mars 1998 | Socialdemokratiet |
| Undervisningsminister Kyrkominister             |          | Ole Vig Jensen        | 25 januari 1993 30 december 1996  | 23 mars 1998 | Radikale Venstre  |
| Biståndsminister                                |          | Poul Nielson          | 27 oktober 1994                   | 23 mars 1998 | Socialdemokratiet |
| Inrikesminister                                 |          | Birte Weiss           | 30 december 1996                  | 23 mars 1998 | Socialdemokratiet |
| Inrikesminister                                 |          | Thorkild Simonsen     | 20 oktober 1997                   | 23 mars 1998 | Socialdemokratiet |
| Hälsominister                                   |          | Birte Weiss           | 20 oktober 1997                   | 23 mars 1998 | Socialdemokratiet |
| Arbetsminister                                  |          | Jytte Andersen        | 25 januari 1993                   | 23 mars 1998 | Socialdemokratiet |
| Försvarsminister                                |          | Hans Hækkerup         | 25 januari 1993                   | 23 mars 1998 | Socialdemokratiet |
| Forskningsminister                              |          | Jytte Hilden          | 30 december 1996                  | 23 mars 1998 | Socialdemokratiet |
| Näringsminister                                 |          | Jan Trøjborg          | 30 december 1996                  | 23 mars 1998 | Socialdemokratiet |
| Socialminister                                  |          | Karen Jespersen       | 27 september 1994                 | 23 mars 1998 | Socialdemokratiet |
| Bostadsminister                                 |          | Ole Løvig Simonsen    | 27 september 1994                 | 23 mars 1998 | Socialdemokratiet |
| Justitieminister                                |          | Frank Jensen          | 30 december 1996                  | 23 mars 1998 | Socialdemokratiet |
| Jordbruksminister & Fiskeriminister             |          | Henrik Dam Kristensen | 30 december 1996                  | 23 mars 1998 | Socialdemokratiet |
| Skatteminister                                  |          | Carsten Koch          | 1 november 1994                   | 23 mars 1998 | Socialdemokratiet |
| Kulturminister                                  |          | Ebbe Lundgaard        | 30 december 1996                  | 23 mars 1998 | Radikale Venstre  |